# النعيمان بن عمرو الأنصاري
النعيمان بن عمرو صحابي من الأنصار من بني غنم بن مالك بن النجار من الخزرج، شهد بيعة العقبة الآخرة مع السبعين من الأنصار في رواية ابن إسحاق، كما شهد مع النبي محمد المشاهد كلها.
قال زيد بن أسلم: «أُتِيَ بالنعيمان أو ابن النعيمان إلى النبي، فجلده. ثم أُتِيَ به، فجلده. ثم أُتِيَ به، فجلده». قالها مرارًا أربعًا أو خمسًا في شرب النبيذ. فقال رجل: «اللهم العنه، ما أكثر ما يشرب وأكثر ما يُجلد!»، فقال النبي محمد: «لا تلعنه، فإنه يحب الله ورسوله». كان النعيمان بن عمرو كثير المزاح، وقد تناقلت كتب تراجم الصحابة طُرفة رويت على لسان أم سلمة أن أبا بكر خرج تاجرًا إلى بصرى ومعه النعيمان بن عمرو وسويبط بن حرملة، وكان سويبط على الزّاد، فقال له النعيمان: «أطعمني». فقال سويبط: «حتى يجيء أبو بكر»، وكان النعيمان مضحاكًا مزّاحًا، فذهب إلى ناس عرض عليهم شراء سويبط مدعيًا أنه غُلامه، وأخبرهم أنه سيُنكر أنه عبد، فلا تُصدّقوه، وباعه لهم بعشر إبل صغيرات، فأقبل بها يسوقها، وقال لهم: «دونكم هو هذا». فأنكر سويبط أنه عبد، فلم يُصدّقوه، وربطوا حبلاً في رقبته، وأرادوا أن يذهبوا به، فجاء أبو بكر فأُخبر بالخبر، فردّ الإبل وأخذه، ثم أخبروا النبي محمد بالخبر، فضحك هو وأصحابه. وقال ربيعة بن عثمان: «أتى أعرابي إلى رسول الله ﷺ، فدخل المسجد، وأناخ ناقته بفنائه، فقال بعض أصحاب النبي ﷺ لنعيمان: «لو نحرتها فأكلناها، فإنا قد قرمنا إلى اللحم، ويغرم رسول الله ﷺ ثمنها؟»، فنحرها نعيمان، ثم خرج الأعرابي فرأى راحلته، فصاح: «واعقراه يا محمد»، فخرج النبي ﷺ فقال: «من فعل هذا؟»، فقالوا: «نعيمان». فاتبعه يسأل عنه، فوجدوه في دار ضباعة بنت الزبير بن عبد المطلب مستخفيًا، فأشار إليه رجل ورفع صوته يقول: «ما رأيته يا رسول الله»، وأشار بإصبعه حيث هو، فأخرجه رسول الله ﷺ، فقال له: «ما حملك على هذا؟»، قال: «الذين دلوك عليّ يا رسول الله، هم الذين أمروني»، فجعل رسول الله ﷺ يمسح وجهه ويضحك، وغرم ثمنها».
توفي النعيمان بن عمرو في خلافة معاوية بن أبي سفيان، وترك من الولد محمد وعامر وسبرة ولبابة وكبشة ومريم وأم حبيب وأمة الله لأمهات أولاد شتى، وحكيمة أمها من بني سهم.